# Hippie trail

Der Hippie trail führte viele Reisende von Europa über den Mittleren Osten.

Als Hippie trail (von englisch trail ‚Pfad‘) werden die Reiserouten der Hippies in den 1960ern und 1970ern von Europa über Land nach Südasien bezeichnet. Die Reisekultur der Hippies wurde später zum Vorbild zahlreicher Rucksacktouristen.
Viele Reisende auf dem Hippie trail wurden durch Ideen der Selbstfindung, Sinnsuche und Kommunikation mit anderen Völkern getrieben, die der Hippiebewegung zugrunde lagen. Westeuropäer, Nordamerikaner, Australier und Japaner stellten einen Großteil der Reisenden. Ideen und Erfahrungen wurden in bekannten Unterkünften und Hotels entlang der Route ausgetauscht, so zum Beispiel im Pudding Shop in Istanbul oder dem Amir Kabir in Teheran. Die meisten Reisenden waren junge Rucksackreisende, obwohl bisweilen auch ältere Reisende oder Familien derartige Reisen unternahmen. Die Islamische Revolution in Iran 1979 und die im selben Jahr begonnene sowjetische Invasion in Afghanistan versperrten fortan die Überlandroute durch diese beiden Länder.

## Transportmittel

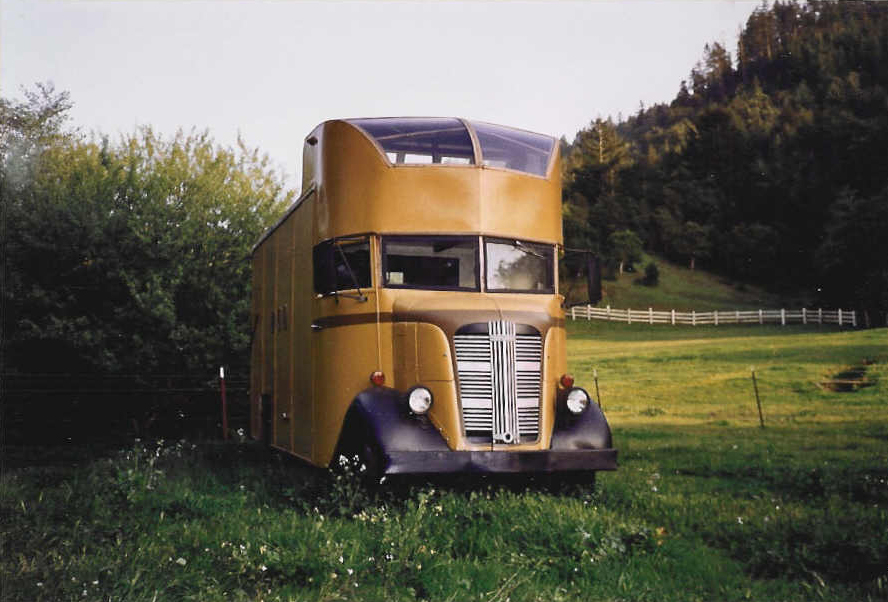
Ausgebautes Wohnmobil aus dem Jahr 1968

Eines der Kennzeichen war das Bestreben, so günstig wie möglich zu reisen, weshalb das Reisen per Anhalter populär war. Es gab günstige private Busverbindungen und öffentliche Zugverbindungen für die Streckenabschnitte durch Osteuropa und durch die Türkei nach Teheran oder Maschhad im Iran. Vereinzelt fuhren Menschen jedoch die gesamte Strecke mit dem Auto, Motorrad, einem Wohnmobil oder einem bewohnbaren VW-Bus, auch als Hippie-Bus bezeichnet.

## Routen und Reiseziele
Da Individualreiseführer noch nicht oder kaum vorhanden waren und Reisetipps überwiegend auf mündlich weitergegebenen Erfahrungen basierten, konzentrierten sich die Hippie trails auf bestimmte Reiseziele und ähnliche Routen. In den späten 1960er Jahren zog es zunächst mehrere Hippies nach Ibiza und Marokko. Um den Zustrom der Individualreisenden zu bremsen, verschärfte die marokkanische Regierung jedoch Ende der 1960er die Einreisevorschriften.
Die Reisen nach Asien starteten häufig in Europa. Reisende aus den USA benutzten oft die damals für besonders günstige transatlantische Flüge bekannte Fluggesellschaft Icelandair und landeten in Luxemburg. Die weiteren Stationen waren etwa Istanbul, Teheran, Kabul, Peschawar und Lahore mit den Endzielen Goa, Dhaka, Bangkok oder Kathmandu. Eine alternative Route führte über die Türkei, Syrien und Jordanien in den Irak sowie den Iran und weiter ostwärts. Weitere Reisen nach Südindien, Sri Lanka und noch östlichere Ziele wurden ebenfalls unternommen.
Die Überlandroute wurde durch zwei politische Veränderungen im Jahr 1979 unpassierbar. Die Sowjetunion fiel in Afghanistan ein und der Schah wurde in der Islamischen Revolution in Iran gestürzt. Damit war es nicht mehr möglich, entlang der alten Seidenstraße zu reisen.
Mit dem Ende des Ersten Golfkrieges wurde der Iran zu Beginn der 1990er-Jahre auf der Basis eines Transitvisums wieder passierbar und wenige Rucksacktouristen reisten auf der Route Istanbul–Teheran–Isfahan–Zahedan–Quetta–Lahore nach Indien. Diese Alternativroute, die Afghanistan im Süden umgeht, kann bereist werden, führt aber durch eine Krisenregion im Osten Irans und durch Pakistan, wo es in Teilen des Landes zu Anschlägen kommen kann.

### Ibiza und Formentera
Auf Ibiza und Formentera sammelten zahlreiche Hippies ihre ersten Reiseerfahrungen. Die Inseln wurden zu Hippie-Hochburgen, während das spanische Festland vor allem von der Diktatur unter Francisco Franco geprägt war. Die Band Pink Floyd komponierte auf Ibiza den Soundtrack zu dem Hippiefilm More – mehr – immer mehr. Der Hippiemarkt Las Dalias, dessen Ursprung auf den Hippie trail zurückgeht, gilt als touristische Attraktion. Während Ibiza insbesondere als Partyinsel populär war, zogen Reisende auf der Suche nach Natur und Einsamkeit meist weiter nach Formentera. Auch der Musiker Bob Dylan soll eine Zeit lang in einer Mühle auf Formentera gelebt haben.

### Marokko

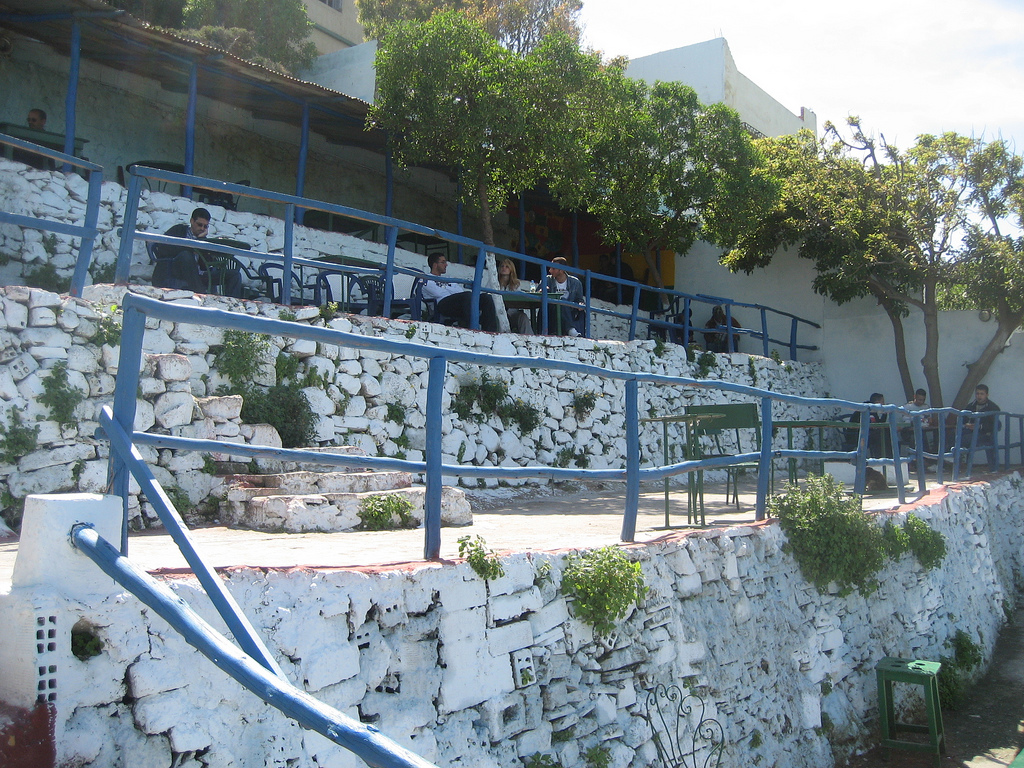
Café Hafa, 2008

Der Hippie trail nach Marokko wurde auch durch Reisen von Musikern wie Jimi Hendrix und den Rolling Stones oder eine Tournee der Band Embryo bekannt. Außerdem war das Land als eines der Hauptanbaugebiete für Marihuana populär. Beliebter Treffpunkt war das 1920 eröffnete Cafe Hafa in Tanger. Ende der 1960er Jahre wurde im Zuge des wachsenden Hippie-Tourismus jedoch langhaarigen Männern die Einreise verweigert.

### Afghanistan
Afghanistan war wegen des Angebots leicht erhältlicher und preiswerter Drogen wie Haschisch, Opium und Heroin von 1969 bis zur Saurrevolution 1978 eines der begehrtesten Reiseziele der Hippies. Zu den populärsten Treffpunkten in Kabul zählten die Chickenstreet und das dort gelegene Sigis Restaurant oder das später abgebrannte Greenhotel.
In der Hauptstadt Kabul, in der sich jährlich zirka 70.000 Hippies auf ihrer Durchreise aufhielten, wurden etwa 400 Hotels der unteren Preisklasse eingerichtet. Mit dem Hippie-Tourismus erwirtschaftete das Land jährlich etwa zehn Millionen US-Dollar. Mit dem zunehmenden Reiseaufkommen stieg der Drogenhandel und die Anzahl an ausländischen Drogentoten, insbesondere aus Großbritannien. Auf dem britischen Friedhof in Kabul, dem einzigen christlichen Friedhof in Afghanistan, wurden Grabstätten für die Drogentoten eingerichtet.

### Nepal

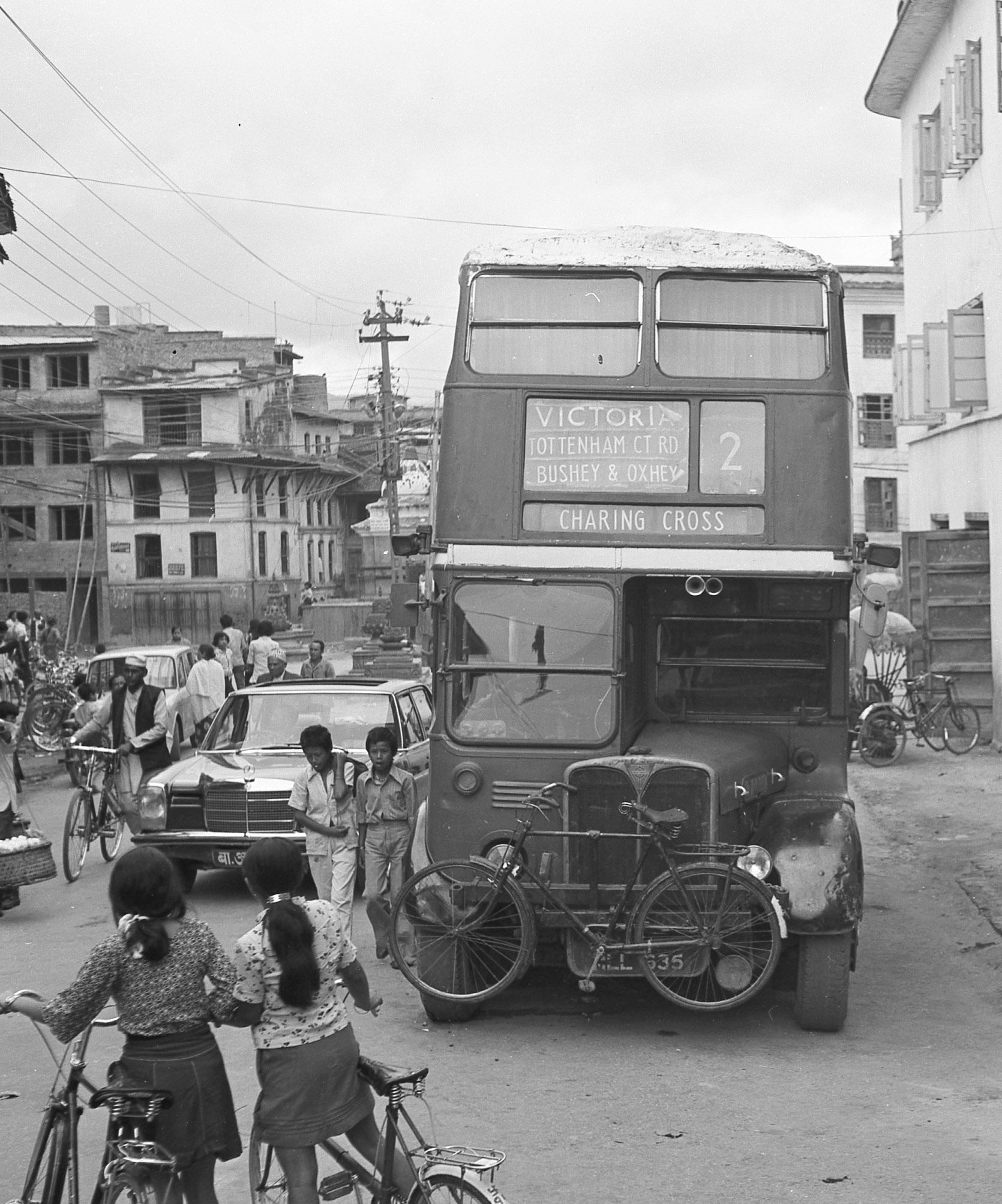
Doppeldeckerbus aus London in Kathmandu, 1977

In der Hauptstadt Kathmandu erinnert eine Straße mit dem Spitznamen Freak Street an die tausenden durchreisenden Hippies. Auf große Popularität stieß das Land neben dem Interesse am Hinduismus und Buddhismus auch wegen des bis 1973 legalen Handels mit Haschisch und Marihuana.
Mehrere Musiker widmeten Kathmandu damals einen Song, beispielsweise Cat Stevens (Katmandu, 1970), Bob Seger (Katmandu, 1975), Rush (A Passage to Bangkok, 1976), Tantra (The Hills of Katmandu, frühe 1980er Jahre) oder Godiego (Coming Together in Kathmandu, 1980).

### Indien

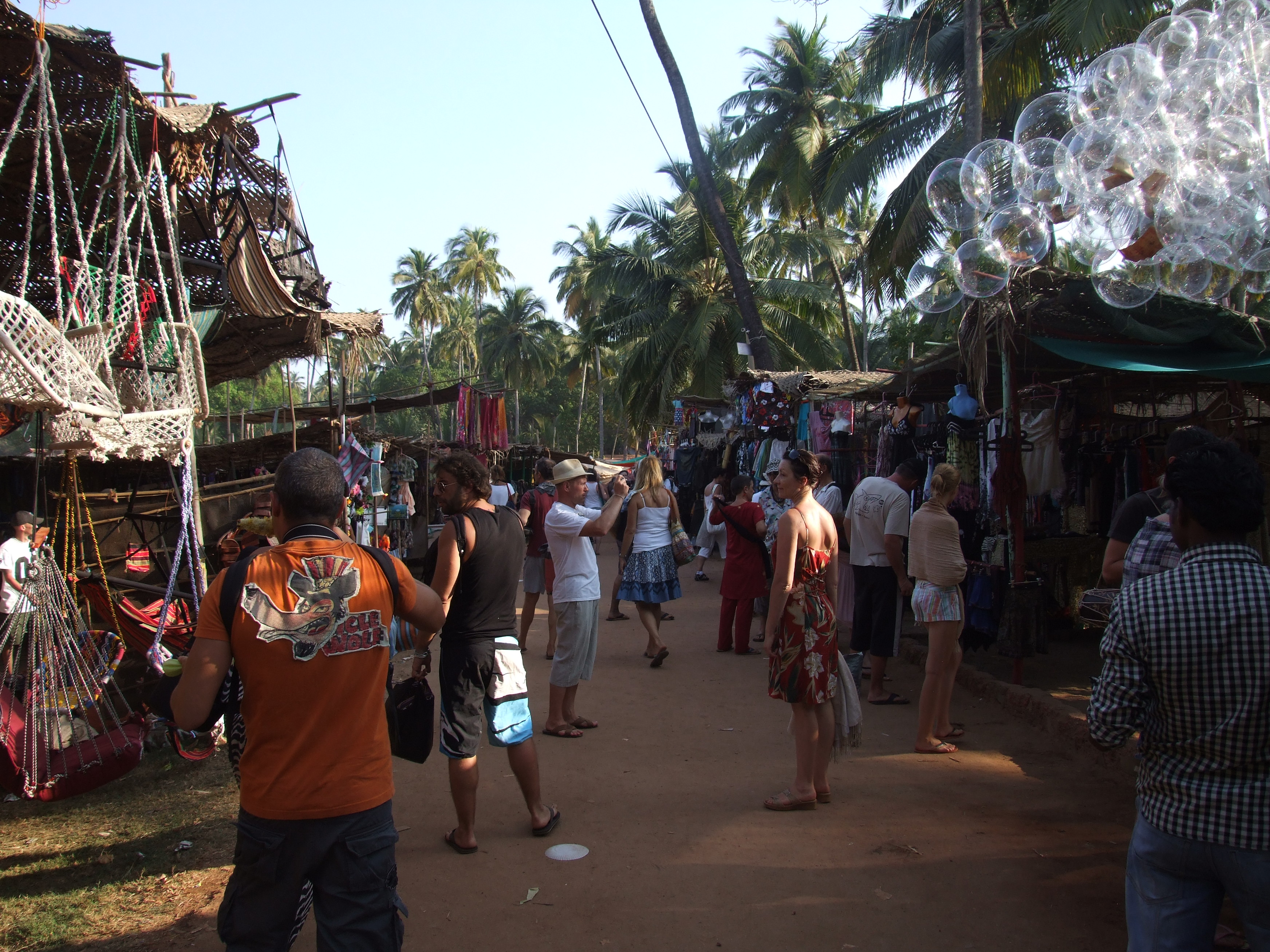
Hippie-Markt in Anjuna

Indien und insbesondere der portugiesisch geprägte kleine Bundesstaat Goa stellte das Ziel zahlreicher Reisender dar. Mehrere Reisende wurden in Indien vom Hinduismus beeinflusst, sammelten spirituelle Erfahrungen in Ashrams, schlossen sich der Internationalen Gesellschaft für Krishna-Bewusstsein an oder versuchten ein Leben als Sadhu. Einige Hippies blieben als Auswanderer in Orten wie Arambol, Anjuna oder Palolem.
Mitte Februar 1968 reisten auch die Beatles mit ihren Frauen nach Rishikesh, wo ein mehrwöchiger Meditationskurs des Maharishi Mahesh Yogi stattfand. Weitere Teilnehmer waren Mia Farrow, Mike Love und Donovan. Insbesondere George Harrison blieb Indien lebenslang verbunden und trug durch seine Prominenz wesentlich zur Bekanntwerdung indischer Kultur in Europa und den USA bei.
In Anjuna gilt der sich über 13,5 Hektar erstreckende wöchentliche Hippie-Markt als feste Institution und Sehenswürdigkeit.
Mehrere Reisende trugen nach ihrer Heimkehr zur Popularisierung von Piercings im westlichen Kulturkreis bei, nachdem sie sich in Indien von Nostril- und Ohrpiercings hatten inspirieren lassen. Die von ausgewanderten in Indien ansässigen Hippies beeinflusste Goa-Kultur, aus der sich später die Musikrichtung Psytrance entwickelte, ist mit den Ideen und Symbolen der 68er-Bewegung verbunden und stellt seit den 1990er Jahren eine Untergruppe der Technokultur dar.
Mit dem Titel Across Asia on the Cheap veröffentlichten die Hippie-trail-Reisenden Tony und Maureen Wheeler 1973 den ersten Reiseführer von Lonely Planet.

## Rezeption in Musik und Film
Der Hippie trail wird in dem 1981 veröffentlichten Lied Down Under der australischen Band Men at Work besungen.
In mehreren Spielfilmen wird der Hippie trail als Thema aufgriffen oder in die Handlung eingebettet. So zum Beispiel in dem britisch-französischen Spielfilm Marrakesch aus dem Jahr 1998, dem deutschen Spielfilm Das wilde Leben aus dem Jahr 2007 und der britischen Thriller-Serie Die Schlange von 2021.

## Bekannte Hippie-trail-Reisende
- Bommi Baumann (1947–2016)
- Dieter Bockhorn (1938–1983)
- Goa Gil (1951–2023)
- Steve Jobs (1955–2011)
- Uschi Obermaier (* 1946)
- Raja Ram (* 1941)

## Filme

### Dokumentarfilme
- Kabul - Grenzstation Endstation – Johannes Scharf & Russel Parker 1972, 44 Minuten
- Unterwegs auf dem Hippie Trail, SRF, 1973
- The Road to Kathmandu – David South 1977, 48 Minuten
- Ein Traum von Kabul – Wilma Kiener und Dieter Matzka, 1996[16]
- Hippie Masala: Für immer in Indien – Ulrich Grossenbacher und Damaris Lüthi 2006, 96 Minuten
- High sein, frei sein, überall dabei sein – Fünfteilige Dokumentar-Serie, Arte 2007[17]
- Last Hippie Standing, Marcus Robbin 2007, 45 Minuten
- Die Karawane der Blumenkinder – Zweiteilige Dokumentar-Serie von Maren Niemeyer, WDR 2008[18]

### Spielfilme
- Haré Rama Haré Krishna, indischer Spielfilm, 1971